# Chapelle du Créhac'h
La chapelle de Créhac'h est située sur la commune de Plédran en France.

## Localisation
La chapelle est située sur la commune de Plédran dans le département des Côtes-d'Armor, dans la région Bretagne.

## Historique

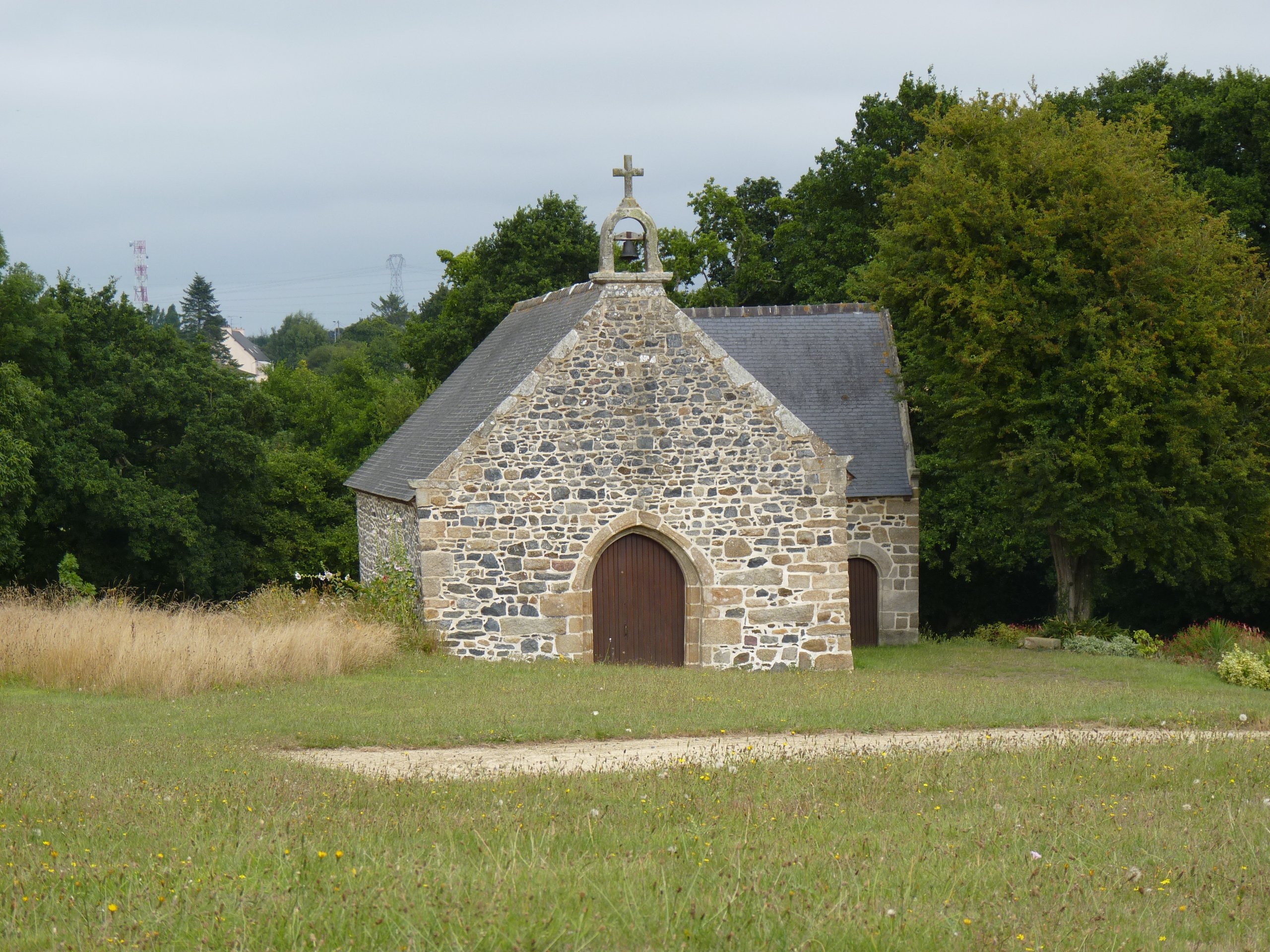
Chapelle du Créhac'h à Plédran

La chapelle appartenait à une ancienne commanderie de l'ordre du Temple puis est dévolue aux Hospitaliers de l'ordre de Saint-Jean de Jérusalem.
L'édifice conserve un dallage entièrement fait d'anciennes pierres tombales avec des croix en relief taillées dans le granit. Les pierres viennent de tombes de prêtres ou de chevaliers. D'autres sont aux armes d'anciens vicomtes.
La chapelle est inscrite partiellement au titre des monuments historiques par arrêté du 17 décembre 1926.